# Thulêan Mysteries
| Recensione      | Giudizio |
| --------------- | -------- |
| Metalitalia.com |          |
| Rockol          |          |

Thulêan Mysteries è un album in studio della one man band black metal norvegese Burzum, pubblicato nel 2020 dalla Byelobog Productions.

## Descrizione

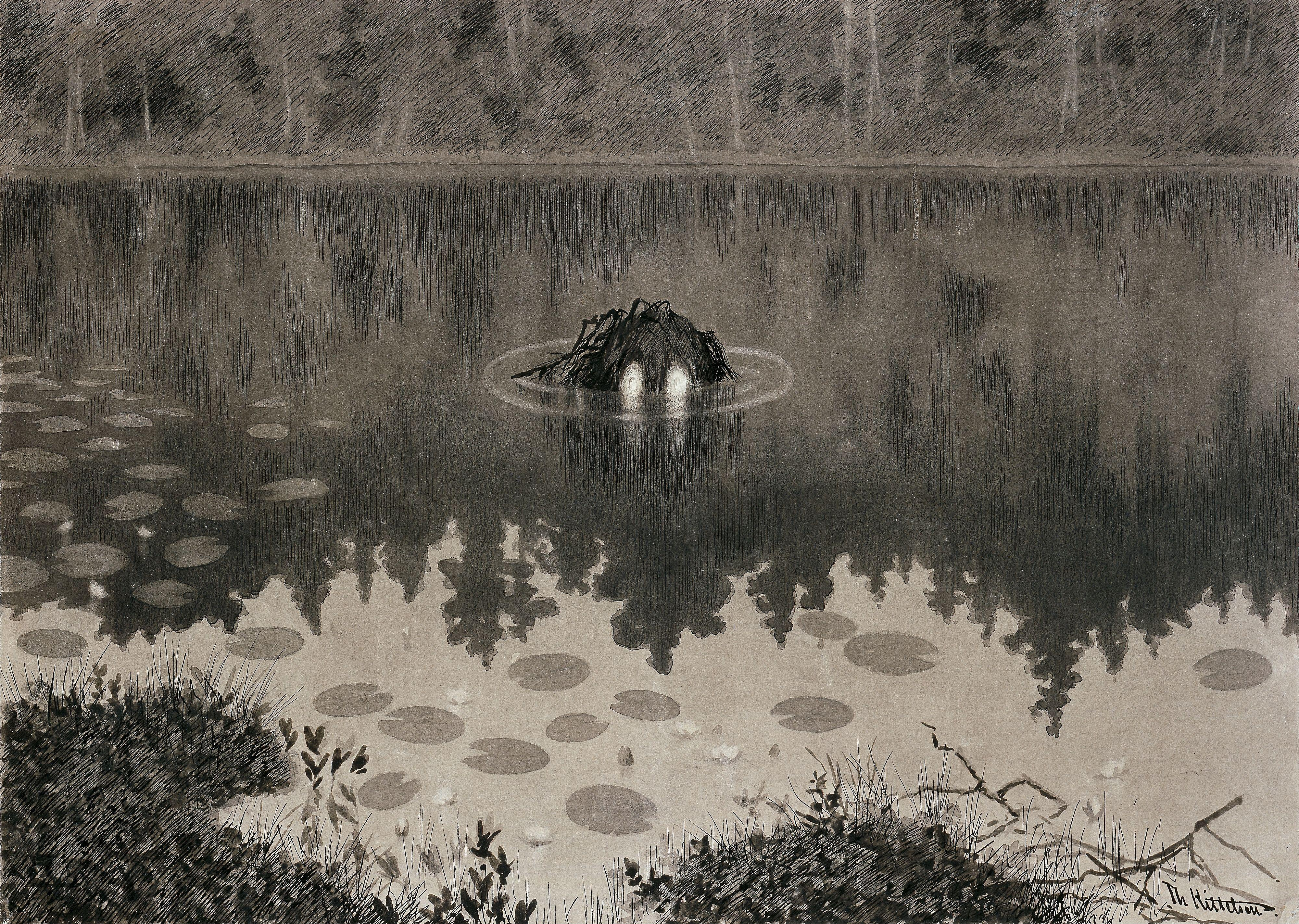
Nøkken, 1887-92 di Theodor Kittelsen

La copertina del disco è tratta dall'opera Nøkken (The Water Sprite), 1887-92, del pittore norvegese Theodor Kittelsen, raffigurante lo spirito dell'acqua nøkken.
(Varg Vikernes)

## Tracce
CD1
Testi e musiche di Varg Vikernes.
1. The Sacred Well – 2:56
2. The Loss of a Hero – 0:55
3. ForeBears – 4:04
4. A Thulêan Perspective – 4:02
5. Gathering of Herbs – 1:15
6. Heill auk Sæll – 3:38
7. Jötunnheimr – 1:39
8. Spell-Lake Forest – 1:07
9. The Ettin Stone Heart – 1:16
10. The Great Sleep – 1:29
11. The Land of Thulê – 2:14
12. The Lord of the Dwarves – 5:15
13. A Forgotten Realm – 7:25
14. Heill Óðinn, Sire – 1:19
15. The Ruins of Dwarfmount – 1:31
16. The Road to Hel – 7:44
17. Thulêan Sorcery – 2:12

CD2
Testi e musiche di Varg Vikernes.
1. Descent into Niflheimr – 1:42
2. Skin Traveller – 4:37
3. The Dream Land – 8:44
4. Thulêan Mysteries – 4:24
5. The Password – 15:14
6. The Loss Of Thulê – 5:04

## Formazione
- Varg Vikernes – tutti gli strumenti, voce

## Curiosità
La traccia "Heill Òðinn, Sire" è stata realizzata da un fan di Vikernes che si è basato su un video di Thulean Perspective in cui Varg suonava una cetra.